# Гбагбо, Лоран
Лора́н Куду́ Гбагбо́ (фр. Laurent Koudou Gbagbo [loʁɑ̃ baɡbo]; род. 31 мая 1945, Ганьоа (ныне в департаменте Мама, область Фромаже), Кот-д’Ивуар (Французская Западная Африка)) — государственный и политический деятель Кот-д’Ивуара, президент Кот-д’Ивуара (в 2000—2011 годах). До избрания на пост главы государства выступал против президента Феликса Уфуэ-Буаньи, находился в заключении, занимался научной деятельностью. Стал первым в истории главой государства, представшим перед Международным уголовным судом за преступления против человечества.

## Биография

### Ранние годы
Лоран Гбагбо родился 31 мая 1945 года в Ганьоа в семье из народности бете. Окончил католическую семинарию в Гагноа, затем в 1965 году — лицей в Абиджане, получив звание бакалавра философии, а в 1969 году — Абиджанский университет по специальности «историк».
В 1971 году он был арестован и заключён в тюрьму на два года за «подрывное» обучение. После освобождения Гбагбо в 1974 году становится работником в Институте истории, искусства и африканской археологии Абиджанского университета, а в 1980 году — директором института. В 1979 году Гбагбо защитил докторскую диссертацию в Парижском университете Сорбонна по вопросам ивуарийской политики.
В качестве значительной политической фигуры Гбагбо впервые проявил себя как организатор студенческих протестов против режима президента Уфуэ-Буаньи в 1982 году. После подавления протестов был вынужден уехать во Францию, где занялся разработкой идеологии созданной им партии Ивуарийский народный фронт. В 1983 году Лоран Гбагбо публикует в издательстве Арматан (l’Harmattan) статью «Кот-д Ивуар за демократическую альтернативу».
28 октября 1990 года Лоран Гбагбо выдвинул свою кандидатуру на президентских выборах, но проиграл их, набрав 18,32 % голосов. В том же году ему удалось стать депутатом Национальной Ассамблеи.
В 1992 году он был осуждён на 2 года по обвинениям в подстрекательстве беспорядков и оказался в тюрьме, однако был освобождён досрочно в том же году. Президентские выборы 1995 года Гбагбо бойкотировал вместе с другими значимыми оппозиционерами.

### Президентство
22 октября 2000 года в стране прошли президентские выборы, победу на которых одержал Лоран Гбагбо, набравший 59,36 % голосов.
После прихода к власти Гбагбо обсуждалась возможность объявления новых президентских выборов из-за того, что военная хунта не допустила к выборам многих популярных оппозиционеров, прежде всего, Уаттару. Президент, однако, на это не пошел, что вызвало рост нестабильности. В январе 2001 года произошла попытка свержения Гбагбо. Для разрешения политического кризиса на протяжении 2001—2002 годов были предприняты усилия, направленные на создание коалиционного правительства с участием всех политических сил. В марте 2001 года были проведены муниципальные выборы, на которые были допущены все партии (сторонники Уаттары выиграли выборы во многих муниципалитетах на севере страны). В 2002 году было проведено несколько раундов переговоров с различными политическими силами. К участию был приглашен не только Геи, но и свергнутый в 1999 году Бедье. В августе 2002 года был сформировал коалиционный кабинет, в который вошли все оппозиционные партии. Усилия были перечёркнуты начавшейся в сентябре 2002 года гражданской войной.

#### Гражданская война
19 сентября 2002 года, воспользовавшись тем, что Гбагбо находился с визитом в Италии, несколько сотен военных подняли мятеж, атаковав правительственные здания и военные объекты в ряде крупных городов Кот-д’Ивуара, в том числе в экономической столице страны Абиджане. Мятежные военные установили контроль примерно над половиной территории страны — северной ее частью. Южная часть Кот д’Ивуара осталась под контролем Гбагбо, хотя на ее территории тоже были солдатские выступления, подавленные верными президенту частями. Требования восставших касались сугубо «северных» проблем: решение вопроса с лицами без гражданства, предоставление избирательных прав и представительства в органах власти.
В августе 2003 года стало известно, что правоохранительными органами Франции был раскрыт «заговор с целью дестабилизации режима президента Гбагбо, направленный против французских интересов в регионе». Во Франции, в частности, были арестованы 18 человек, которым предъявили обвинение в организации переворота в Кот-д`Ивуаре и заговоре с целью убийства Лорана Гбагбо.
4 ноября 2004 года Гбагбо отдал войскам приказ двинуться на север страны и разоружить повстанцев. 6 ноября авиация Кот-д`Ивуара в ходе бомбардировки отрядов повстанцев в районе города Буаки, нанесла удар по позициям французских миротворцев, в результате чего погибли 9 военнослужащих и 1 американец из службы технического персонала, ещё 40 человек получили ранения. В ответ президент Франции Жак Ширак отдал приказ французской авиации нанести ответный удар и спустя несколько часов ВВС Франции полностью уничтожили ВВС Кот-д`Ивуара.

В 2005 году должны были состояться президентские выборы. Гбагбо был готов их организовать на контролируемой им территории, однако под давлением международной общественности они были отложены.
При международном посредничестве конфликт был урегулирован в Буркина-Фасо 4 марта 2007 года назначением лидера повстанцев Гильома Соро премьер-министром. Фактически сохранялся статус-кво, существующий с 2002 года. Гбагбо признавался президентом, но его фактическое влияние на севере страны было минимальным.

#### Ивуарийский кризис. Свержение
28 ноября 2010 года в Кот-д’Ивуаре прошёл второй тур президентских выборов. По предварительным данным, опубликованным Центроизбиркомом 2 декабря, победу на выборах одержал заместитель директора-распорядителя Международного валютного фонда и бывший премьер-министр страны Алассан Уаттара (54,10 % голосов против 45,90 % за Гбагбо), но на следующий день Конституционный совет объявил победителем Гбагбо (51,45 % голосов против 48,55 % за Уаттару). При этом результаты выборов в семи регионах на севере, преимущественно поддерживающих Уаттару, были аннулированы.
И Гбагбо, и Уаттара приняли присягу и объявили себя президентами. При этом вооружённые силы Кот-д’Ивуара объявили о своей лояльности Гбагбо, а международное сообщество (США, Франция, Европейский союз, Африканский союз, Экономическое сообщество стран Западной Африки и Организация Объединённых Наций) признало Уаттару законно избранным президентом страны. В Кот-д’Ивуаре разразился острый политический кризис.
30 марта 2011 года вооружённые формирования, верные Алассану Уаттаре, взяли столицу страны — Ямусукро. В ночь на следующий день Совет Безопасности ООН ввёл санкции против Гбагбо, запретив, в частности, ему, его супруге и ближайшему окружению выезд за рубеж, а также призвал его немедленно оставить власть.
4 апреля вертолёты миссии ООН в Кот-д’Ивуаре и французские ВВС нанесли авиаудары по дворцу и резиденции Гбагбо в Абиджане, а также по базам его армии в Агбане и Акуэдо. В телефонном интервью журналистам французского телеканала «TF-1» Лоран Гбагбо заявил по этому поводу: «До этого мы вели войну против мятежников, но не против Франции. В понедельник же Париж в открытую выступил против нас. Французские силы нанесли удары по резиденции, по дворцу. Было разрушено здание телеканала РТИ». Он также добавил, что «Французы перебрасывали отряды мятежников, их технику, раздавали им боеприпасы. Это было прямое участие Франции в конфликте».
10 апреля вооружённые силы Франции и ООН вновь нанесли удары по позициям сил Гбагбо в Абиджане. На следующий день Гбагбо был захвачен французским спецназом и передан сторонникам Уаттары. 18 августа 2011 года он был обвинён и взят под стражу за «экономические преступления» (нецелевое использование государственных средств, взяточничество, присвоение народной собственности).

### Международный уголовный суд
30 ноября 2011 года Лоран Гбагбо был доставлен в Гаагу (Нидерланды), где предстал перед Международным уголовным судом. Ему предъявлены обвинения в преступлениях против человечества, совершенные в ходе вооружённого конфликта в Кот-д’Ивуаре (2010—2011). 9 марта 2015 года жена Гбагбо Симона была признана виновной в «попытке подрыва национальной безопасности Кот-д’Ивуара» и приговорена к 20 годам лишения свободы. 28 января 2016 года уже в международном суде начались слушания по делу самого экс-президента. Наблюдатели отмечают, что Гбагбо стал первым действующим главой государства, который лично предстал перед судом в Гааге.
15 января 2019 года Лоран Гбагбо был оправдан Международным уголовным судом. Лоран Гбагбо остался жить в Бельгии.